# Lauren Davis
Lauren Davis (Gates Mills, 9 oktober 1993) is een tennisspeelster uit de Verenigde Staten. Zij speelt rechtshandig en heeft een tweehandige backhand. Zij begon op haar negende met tennis, aangespoord door een kennis van haar moeder, Oksana Beilensen. Haar favoriete ondergrond is hardcourt. Zij speelt rechtshandig en heeft een tweehandige backhand.

## Loopbaan

### Enkelspel
In 2009 speelde Davis haar eerste ITF-toernooi in Atlanta (VS). In 2010 won zij het ITF-toernooi van Williamsburg (VS). Tot op heden(januari 2023) won zij acht ITF-titels, de meest recente in 2019 in Bonita Springs (VS).
In 2011 speelde Davis voor het eerst op een grandslamtoernooi, op het Australian Open. In 2016 stond zij voor het eerst in een WTA-finale, op het toernooi van Washington – zij verloor van de Belgische Yanina Wickmayer. In 2017 won zij haar eerste WTA-enkelspeltitel, in Auckland – in de eindstrijd versloeg zij de Kroatische Ana Konjuh.
Haar tweede titel won zij op het WTA-toernooi van Hobart 2023, waar zij als kwalificante de finale bereikte, die zij won van de Italiaanse Elisabetta Cocciaretto.
Haar beste resultaat op de grandslamtoernooien is het bereiken van de derde ronde. Haar hoogste notering op de WTA-ranglijst is de 26e plaats, die zij bereikte in mei 2017.

### Tennis in teamverband
In de periode 2014–2017 vertegenwoordigde zij de Verenigde Staten bij de Fed Cup – zij behaalde daar een winst/verlies-balans van 1–2.

## Posities op deWTA-ranglijst
Positie per einde seizoen:
| jaar | rang enkelspel | rang dubbelspel |
| ---- | -------------- | --------------- |
| 2010 | 437            | –               |
| 2011 | 319            | 689             |
| 2012 | 94             | –               |
| 2013 | 72             | 311             |
| 2014 | 57             | 311             |
| 2015 | 87             | 204             |
| 2016 | 62             | 476             |
| 2017 | 50             | 211             |
| 2018 | 252            | 196             |
| 2019 | 62             | 370             |
| 2020 | 74             | 221             |
| 2021 | 88             | 400             |
| 2022 | 86             | 630             |

## Resultaten grandslamtoernooien
| Legenda | Legenda                          |
| ------- | -------------------------------- |
| g.t.    | geen toernooi gehouden           |
| l.c.    | lagere categorie                 |
| –       | niet deelgenomen                 |
| G       | uitgeschakeld in de groepsfase   |
| 1R      | uitgeschakeld in de eerste ronde |
| 2R      | uitgeschakeld in de tweede ronde |
| 3R      | uitgeschakeld in de derde ronde  |
| 4R      | uitgeschakeld in de vierde ronde |
| KF      | uitgeschakeld in de kwartfinale  |
| HF      | uitgeschakeld in de halve finale |
| F       | de finale verloren               |
| W       | het toernooi gewonnen            |
| w-v     | winst/verlies-balans             |

### Enkelspel
| toernooi        | 2011 | 2012 | 2013 | 2014 | 2015 | 2016 | 2017 | 2018 | 2019 | 2020 | 2021 | 2022 |
| --------------- | ---- | ---- | ---- | ---- | ---- | ---- | ---- | ---- | ---- | ---- | ---- | ---- |
| Australian Open | 1R   | –    | 1R   | 3R   | 2R   | 3R   | 1R   | 3R   | –    | 2R   | 1R   | 1R   |
| Roland Garros   | –    | 2R   | 1R   | 1R   | 1R   | 1R   | 1R   | –    | 2R   | 1R   | 1R   | –    |
| Wimbledon       | –    | –    | 1R   | 3R   | 2R   | –    | 1R   | –    | 3R   | g.t. | 2R   | 2R   |
| US Open         | 1R   | –    | 1R   | 1R   | 2R   | 2R   | 1R   | –    | 2R   | 1R   | 2R   | 3R   |

### Vrouwendubbelspel
| Australian Open | –  | –  | 1R | 1R | 2R | 1R | –  | 2R   | 1R | –  |
| Roland Garros   | –  | 2R | 1R | 1R | 1R | –  | –  | 2R   | 1R | –  |
| Wimbledon       | –  | –  | 1R | 2R | 1R | –  | –  | g.t. | 1R | 1R |
| US Open         | 1R | 1R | 2R | –  | 1R | –  | 1R | –    | 1R | –  |

### Gemengd dubbelspel
| Toernooi        | 2014 | 2015 |
| --------------- | ---- | ---- |
| Australian Open | –    | –    |
| Roland Garros   | –    | –    |
| Wimbledon       | –    | –    |
| US Open         | 1R   | 1R   |

## Palmares
| Legenda                 |
| ----------------------- |
| Grandslamtoernooi       |
| Olympische Spelen       |
| Year-End Championships  |
| Premier Mandatory       |
| Premier Five / WTA 1000 |
| Premier / WTA 500       |
| International / WTA 250 |
| Challenger / WTA 125    |

### WTA-finaleplaatsen enkelspel
| nr.              | finale     | toernooi       | ondergrond | tegenstandster         | score         |         |
| ---------------- | ---------- | -------------- | ---------- | ---------------------- | ------------- | ------- |
| gewonnen finales |            |                |            |                        |               |         |
| 1.               | 2017-01-07 | WTA Auckland   | hardcourt  | Ana Konjuh             | 6-3, 6-1      | details |
| 2.               | 2023-01-14 | WTA Hobart     | hardcourt  | Elisabetta Cocciaretto | 7-6, 6-2      | details |
| verloren finales |            |                |            |                        |               |         |
| 1.               | 2016-07-24 | WTA Washington | hardcourt  | Yanina Wickmayer       | 4-6, 2-6      | details |
| 2.               | 2016-09-18 | WTA Québec     | tapijt (i) | Océane Dodin           | 4-6, 3-6      | details |
| 3.               | 2018-11-18 | WTA Houston    | hardcourt  | Peng Shuai             | 6-1, 5-7, 4-6 | details |